# Мулова черепаха сонорська
Мулова черепаха сонорська (Kinosternon sonoriense) — вид черепах з роду Американські мулові черепахи родини Мулові черепахи. Має 2 підвиди.

## Опис
Загальна довжина карапаксу досягає 17,5 см. Спостерігається статевий диморфізм: самиці більші за самців (останні досягають 15,5 см). Голова велика. На підборідді присутньо 3—4 пари довгих вусиків. Карапакса опуклий, довгий з 3-мя кілями, які пропадають з віком. Пахвові та пахові щитки торкаються один одного. Пластрон має великий розмір. Перетинка добре розвинена, втім карапакс й пластрон не здатні повністю зачинятися. У самців великий довгий хвіст і увігнутий пластрон.
Шкіра на голові, шиї, кінцівках сіра з плямами. Щелепи кремові з темними плямами або тонкими смужечками. Карапакс оливково—коричневий або темно—коричневий з темною облямівкою щитків. Пластрон жовто—коричневий, іноді з плямами та з темною облямівкою щитків. Перетинка коричнева.

## Спосіб життя
Полюбляє лісові водоймища. Зустрічається на висоті до 2042 м над рівнем моря. Активна вночі. Харчується водоростями, водними рослинами, комахами, хробаками, ракоподібними, рибою, земноводними, равликами.
Самці стають статевозрілими у 5—6 років при довжині карапаксу 7,6—8,2 см. Самиці — при довжині понад 9,3 см. Сезон парування починається у березні—квітні. Відкладання яєць відбувається з травня по вересень. За сезон самиці роблять 1—4 кладки по 1—11 білих еліптичних яєць із твердою шкарлупою розміром 28—35x13,8-19 мм. Розмір кладки залежить від розміру самиці. Новонароджені черепашенята з'являються у серпні. У черепашенят, довжиною 22—28 мм, низький широкий карапакс з 3 кілями. Пластрон кремовий з темними плямами. На голові у них пара жовтих смуг.

## Розповсюдження
Мешкає від басейну річки Колорадо на півдні США у штатах Колорадо, Нью-Мексико, Аризона і Каліфорнія на південь до Мексики до басейну річок Які на півночі Сонори і Касас-Грандес на заході Чіуауа і Коауіли.

## Підвиди
- Kinosternon sonoriense sonoriense
- Kinosternon sonoriense longifemorale